# Parafia Wszystkich Świętych w Wilnie
Parafia Wszystkich Świętych w Wilnie – rzymskokatolicka parafia znajdująca się w Wilnie, w archidiecezji wileńskiej w dekanacie wileńskim I.
Nabożeństwa odprawiane są w językach polskim i litewskim.

## Historia
Kościół Wszystkich Świętych i klasztor karmelitów trzewiczkowych w Wilnie został wzniesiony w latach 1620-1631. Po pożarze podczas bitwy o Wilno w 1655 r. karmelici odbudowali kościół i klasztor. W latach 1733–1749 pod kierunkiem ks. Idziego Polkiewicza dobudowano z boku kościoła wieżę-dzwonnicę. W 1772 w klasztorze, stanowiącym ośrodek litewskiej prowincji zakonu karmelitów, żyło 54 zakonników. W 1810 przy kościele erygowano nową parafię. Karmelici przetrwali w klasztorze do roku 1885, kiedy ich zakon został zlikwidowany.
W 1908 r. wikariusz Petras Kraujalis zaczął głosić kazania w języku litewskim, czemu sprzeciwiało się polskie duchowieństwo. Kościół stoi na końcu ulicy Rudnickiej, przy której znajdowała się główna brama do żydowskiego getta. W czasie II wojny światowej proboszcz kanałami dostarczał do getta chleb. Ukrył też kilku Żydów przemyconych kanałami z getta. W przemycie żywności do getta pomagali także litewscy katolicy. 
Po 1945 kościół został zamknięty. Po remoncie w latach 1967-1975, urządzono w nim w latach 80. XX w. Muzeum Litewskiej Sztuki Ludowej.
We wrześniu 1991 świątynia została zwrócona katolikom.